# Ханойска кула
Ханойската кула (от името на град Ханой) е математическа игра, измислена от френския математик Едуар Лука през 1883 година.
Играта представлява осем диска, различни по размер един от друг, и три стълба. В началото дисковете са подредени на левия стълб, като най-големият е най-отдолу, а най-малкият – отгоре. Целта е кулата да бъде преместена на десния стълб. Може да се мести само по един диск на ход и не може по-голям диск да бъде поставен върху по-малък. Всеки ход е съставен от взимането на горния диск от даден стълб и в поставянето му най-отгоре на друг стълб.
Съществува вариант на играта с 64 диска, наречен Кулата на Брахма. Легендата разказва, че когато монасите от Брахма приключат играта ще настъпи краят на света.

## Алгоритъм за рекурсивно решение с най-малко ходове
Ще обобщим решението, което търсим за n диска:
- това позволява да изследваме случаите в които n е малко
- намирайки решение за n диска, можем лесно да изчислим n=8 и n=64

Нека Tn бъде броят ходове, нужни за решаване на задачата. Един от начините за решаване на задачата с n диска е:
- преместваме (n-1) диска от левия към средния стълб: Tn-1 хода
- преместваме най-големия диск от левия на десния стълб: 1 ход
- преместваме дисковете от средния стълб на десния: Tn-1 хода

Следователно Tn = 2Tn-1+1, ∀n>1
От където получаваме:
{\displaystyle \left\{{\begin{array}{ll}T_{0}=0\\T_{n}=2T_{n-1}+1,\forall n\geq 1\end{array}}\right.}
Сега можем да проверим стойностите на Tn при малки стойности на n:
T1 = 2T0+1 = 1
T2 = 2T1+1 = 3
T3 = 2T2+1 = 7
Това решение може да бъде представено на различни програмни езици като например CAML:
```
 
let
 
rec
 
T
 
n
=

    
if
 
n
=
0

        
then
 
0

    
else
 
1
+(
2
*(
T
(
n
-
1
)));;

```

или Python:
```
 
def
 
T
(
n
):

    
if
(
n
==
0
):

       
return
 
0

    
else

       
return
 
1
+
2
*
T
(
n
-
1
)

```

или C:
```
int
 
conf
[
HEIGHT
];
 
/* Елементът conf[d] връща текущата позиция на диск d. */

void
 
move
(
int
 
d
,
 
int
 
t
)
 
{

    
/* премества диск d на стълба t */

    
conf
[
d
]
 
=
 
t
;

}

void
 
hanoi
(
int
 
h
,
 
int
 
t
)
 
{

    
if
 
(
h
 
>
 
0
)
 
{

        
int
 
f
 
=
 
conf
[
h
-1
];

        
if
 
(
f
 
!=
 
t
)
 
{

            
int
 
r
 
=
 
3
 
–
 
f
 
–
 
t
;

            
hanoi
(
h
-1
,
 
r
);

            
move
(
h
-1
,
 
t
);

        
}

        
hanoi
(
h
-1
,
 
t
);

    
}

}

```

Въпреки че този рекурсивен алгоритъм позволява да се изчисли Tn, той не е ефикасен при големи стойности на n. Затова решението е да намерим затворена форма на рекурсията. Нека погледнем стойностите на Tn при n=0...7:
| n  | 0 | 1 | 2 | 3 | 4  | 5  | 6  | 7   |
| Tn | 0 | 1 | 3 | 7 | 15 | 31 | 63 | 127 |

Забелязваме, че Tn = 2n-1, ∀n≥0.
Това свойство може да бъде доказано, чрез математическа индукция:
- T0=20-1=0, следователно основният случай е верен.
- Нека n > 0. Да предположим, че Tk = 2k-1 за 0≤k≤n-1. Тогава Tn = 2Tn-1+1 = 2(2n-1-1)+1 (според индукционната хипотеза) От където Tn = 2n-1

Така за играта Ханойска кула получаваме T8 = 28-1 = 255 хода, а за Кулата на Брахма – T64 = 264-1 ≈ 1019,3 хода. Ако предположим, че можем да извършваме по един ход на секунда, то за решаването на Ханойска кула ще са ни нужни 4 мин и 15 секунди, докато за кулата на Брахма ще са необходими около 585 милиарда години от където и идва легендата за края на света.

## Приложения
Играта на Ханойска кула намира различни приложения в ежедневието.
Психолозите я използват в изследванията си върху човешките капацитети за решаване на проблеми, а невропсихолозите – като тест за диагностициране на амнезия.
На места, където се правят резервни копия на данни върху магнитни ленти Ханойската кула се използва в схемата за смяна на ролките.
В университетите Ханойската кула се използва за демонстриране на рекурсивността пред студентите по математика и информатика.